# فرودگاه بین‌المللی ریک هازبند آماریلو
فرودگاه بین‌المللی ریک هازبند آماریلو (به انگلیسی: Rick Husband Amarillo International Airport) یک فرودگاه همگانی بهره‌برداری هوایی با کد یاتا AMA است که یک باند فرود بتن دارد و طول باند آن ۴۱۱۵ متر است. این فرودگاه در شهر آماریلو، تگزاس کشور ایالات متحده آمریکا قرار دارد و در ارتفاع ۱۰۹۹٫۴ متری از سطح دریا واقع شده است.